# Hans Wittich
Hans Wittich (Lendorf, Borken, Hessen, 4 de maio de 1911 – Karlsruhe, 1 de agosto de 1984) foi um matemático alemão.
Wittich estudou na Universidade de Marburgo e na Universidade de Göttingen, onde obteve um doutorado em 1936, orientado por Egon Ullrich e Helmut Hasse, com a tese Ein Kriterium zur Typenbestimmung Riemannscher Flächen. Obteve a habilitação em 1939. Durante a Segunda Guerra Mundial foi assistente de pesquisa no Instituto de Pesquisas Aerodinâmica em Göttingen de 1940 a 1942, lidando com mapeamentos conformes em aerodinâmica. Até 1947 foi Privatdozent na Universidade de Göttingen. Depois tornou-se professor associado da Technische Hochschule Karlsruhe, onde foi em 1952 professor de matemática. Em 1961/1962 foi professor visitante na Universidade de Zurique.
Muitos de seus resultados até 1955 podem ser encontrados em seu tratado publicado neste mesmo ano, Neuere Untersuchungen über eindeutige analytische Funktionen. Ergebnisse der Mathematik und ihrer Grenzgebiete. 